# UFC 133
UFC 133: Evans vs. Ortiz è stato un evento di arti marziali miste tenuto dalla Ultimate Fighting Championship il 6 agosto 2011 al Wells Fargo Center a Filadelfia, Pennsylvania, Stati Uniti d'America.
In Italia la card principale è stata trasmessa in pay per view su Sky Sport alle ore 3:00 italiane.

## Retroscena
Molti fighter che avrebbero dovuto partecipare a questo evento hanno sofferto degli infortuni. Questo portò molti incontri, inclusi match per il titolo, a venire cancellati.
In questo evento avrebbe dovuto esserci la prima difesa del titolo del Light Heavyweight Champion Jon Jones contro l'ex campione della categoria Rashad Evans. Un infortunio precedente alla mano però, che avrebbe dovuto tenerlo fermo fino a tardo 2011, fece rimandare a Jones l'incontro. Non volendo attendere, Evans accettò un combattimento contro Phil Davis. In seguito Jones decise di non operarsi e difese per la prima volta la cintura contro Quinton Jackson il 24 settembre a UFC 135.
Il 12 luglio, Phil Davis fu tolto dal main event con Rashad Evans a causa di un infortunio al ginocchio subito in allenamento. Fu offerto di prendere il posto di Davis a Tito Ortiz ma questi inizialmente rifiutò. Si iniziò quindi a vociferare di un rematch tra Evans e Lyoto Machida dopo il loro scontro ad UFC 98. Il team di Machida accettò verbalmente il match ma quando Dana White chiamò il brasiliano si dichiarò disponibile solo se avesse ricevuto un compenso superiore. White rifiutò e mise al suo posto Tito Ortiz che nel frattempo aveva cambiato idea.
Nick Pace avrebbe originariamente affrontare Michael McDonald quest'ultimo fu tolto dalla card per rimpiazzare Norifumi Yamamoto a UFC 130 contro Chris Cariaso. Ivan Menjivar fu successivamente scelto per affrontare Pace in questo evento.
Un incontro tra il campione dei pesi piuma José Aldo e Chad Mendes era inizialmente collegato a questo evento. In seguito, Aldo fu tenuto fermo fino ad ottobre per recuperare da alcuni infortuni mentre Mendes rimase nella card per affrontare Rani Yahya.
Riki Fukuda avrebbe dovuto affrontare Rafael Natal, ma fu costretto al forfait a causa di un infortunio al ginocchio subito in un incidente d'auto e fu rimpiazzato da Costa Philippou.
Vladimir Matyushenko avrebbe originariamente affrontare Alexander Gustafsson. Matyushenko però fu escluso dal combattimento il 13 luglio 2011 a causa di un infortunio al ginocchio e sostituito da Matt Hamill.
Antônio Rogério Nogueira avrebbe dovuto affrontare Rich Franklin ma Nogueira fu costretto a rinunciare al match il 16 luglio 2011, citando un infortunio alla spalla. Franklin fu tolto anch'egli dalla card.
Jorge Rivera avrebbe dovuto inizialmente combattere contro Alessio Sakara. Il 25 luglio però, Rivera annunciò che Sakara non fosse in grado di lottare a causa di un infortunio subito in allenamento. L'UFC annunciò che Costa Philippou sarebbe stato tolto dal suo match contro Rafael Natal e avrebbe invece affrontato Rivera. Natal affrontò invece il veterano della Strikeforce e di The Ultimate Fighter, Paul Bradley.
Il 5 agosto, alla cerimonia ufficiale del peso, Ivan Menjivar non riuscì a scendere alle 136 libbre di peso previste per la sua categoria di peso. Il suo avversario, Nick Pace, acconsentì ad affrontare Menjivar in un incontro catchweight a 138 libbre.

## Risultati

### Card preliminare
- Incontro categoria Pesi Medi:  Rafael Natal contro  Paul Bradley

Natal sconfisse Bradley per decisione unanime (30–27, 29–28, 29–28).
- Incontro categoria Pesi Piuma:  Mike Brown contro  Nam Phan

Brown sconfisse Phan per decisione unanime (29–27, 29–28, 29–28).
- Incontro categoria Pesi Welter:  Johny Hendricks contro  Mike Pierce

Hendricks sconfisse Pierce per decisione (maggioranza) (28–29, 29–28, 29–28).
- Incontro categoria Catchweight:  Nick Pace contro  Ivan Menjivar

Menjivar sconfisse Pace per decisione unanime (29–28, 29–28, 29–28).
- Incontro categoria Pesi Piuma:  Chad Mendes contro  Rani Yahya

Mendes sconfisse Yahya per decisione unanime (30–27, 30–27, 30-27).
- Incontro categoria Pesi Mediomassimi:  Matt Hamill contro  Alexander Gustafsson

Gustafsson sconfisse Hamill per KO Tecnico (gomitate e pugni) a 3:34 del secondo round.

### Card principale
- Incontro categoria Pesi Welter:  Rory MacDonald contro  Mike Pyle

MacDonald sconfisse Pyle per KO Tecnico (pugni) al 3:54 del primo round.
- Incontro categoria Pesi Medi:  Jorge Rivera contro  Costa Philippou

Philippou sconfisse Rivera per decisione divisa (28–29, 29–28, 29–28).
- Incontro categoria Pesi Welter:  Brian Ebersole contro  Dennis Hallman

Ebersole sconfisse Hallman per KO Tecnico (gomitate) a 4:28 del primo round.
- Incontro categoria Pesi Medi:  Vítor Belfort contro  Yoshihiro Akiyama

Belfort sconfisse Akiyama per KO a 1:52 del primo round.
- Incontro categoria Pesi Mediomassimi:  Rashad Evans contro  Tito Ortiz

Evans sconfisse Ortiz per KO Tecnico (ginocchiata al corpo e pugni) a 4:48 del secondo round.

## Premi
Ai vincitori sono stati assegnati 70.000$ per i seguenti premi:
- Fight of the Night:  Rashad Evans contro  Tito Ortiz
- Knockout of the Night:  Vítor Belfort
- Submission of the Night: non assegnato perché nessun match della serata è terminato con una sottomissione

^Brian Ebersole fu premiato per il titolo onorario di "aver tolto quegli orribili shorts dalla tv il prima possibile" da Dana White sconfiggendo Dennis Hallman.